# Bumblefoot
Ron Thal (* 25. září 1969, Brooklyn, New York City) známý též pod pseudonymem Bumblefoot je americký kytarista a skladatel. Je znám pro svá bláznivá vystoupení a některými je přezdíván „metalový Frank Zappa“. Bumblefoot není pouze kytarista, produkoval také několik hudebních alb. V roce 2006 se stal členem kapely Guns N' Roses, kterou opustil v roce 2015.
Bumblefoot tvrdí, že největší vliv na něj v mládí mělo prvních pět alb kapely Kiss, album Battle Hymns kapely Manowar a cokoliv od The Beatles.

## Diskografie

### Solová tvorba
Jako Ron Thal
- The Adventures of Bumblefoot – (1995)
- Hermit – (1997)

Jako Bumblefoot
- Hands – (1998)
- Uncool (Francouzská verze) – (2000)
- 911 – (2002)
- Uncool (Americká verze) – (2002)
- Forgotten Anthology – (2003)
- Normal – (2005)
- Abnormal – (2008)
- Barefoot (akustické EP) – (2008)
- Little Brother Is Watching – (2015)

### S Guns N' Roses
- 2008 – Chinese Democracy

### S Art of Anarchy
- 2015 – Art of Anarchy
- 2017 – The Madness

### S Tony Harnell & The Wildflowers featuring Bumblefoot
- 2013 – Tony Harnell & The Wildflowers featuring Bumblefoot